# Fillade quarzifera
La fillade quarzifera, in tutto il recoarese, è rappresentata da una litologia basata su un insieme di minerali della classe dei "fillosilicati" e da quarzo "lattiginoso" (dall'aspetto bianco-ceruleo). 
I minerali fillosilicati appaiono in sezione come delle micro fogliette tutte adese le une dalle altre e per questo tipo di impacchettamento vengono denominate filladi. L'aggiunta dell'addizionale "quarzose" va motivato dalla presenza del quarzo all'interno delle filladi. Il colore di tali litologie è generalmente il grigio argenteo.
Le filladi costituiscono il basamento cristallino delle prealpi venete, e hanno subito tali pressione e stress deformativi che hanno assunto questo aspetto fogliettato.